# Captain Cork
Captain Cork ist eine deutschsprachige Webplattform zu den Themen Wein, Kulinarik und Touristik mit Sitz in Potsdam. Sie wurde im Jahr 2009 von Marcus Johst und Manfred Klimek als Blog gegründet. Manfred Klimek war von 2009 bis 2014 Chefredakteur des Blogs. Nach seinem Ausscheiden wurde die Seite komplett überarbeitet und zur Informationsplattform um- und ausgebaut. Alleiniger Geschäftsführer ist seit 2009 Marcus Johst.
Im Jahr 2013 wurde zusammen mit dem Gräfe-und-Unzer-Verlag ein Weinbuch herausgegeben. Die Hauptautoren des Buchs sind Manfred Klimek und Rainer Balcerowiak.

## Ausrichtung und Konzept
Captain Cork richtet sich an Wein- und Kulinarikfreunde, die jünger sind als die Leser herkömmlicher Weinzeitschriften. Die Texte sind unterhaltsam und brechen mit dem bei Weinthemen üblichen Schreibstil. Dazu hat die Redaktion fünf Thesen aufgestellt:
1. Gut ist, was schmeckt.
2. Viele Weintrinker trauen sich nicht mehr zu sagen, was ihnen schmeckt, da die allgegenwärtigen Tester mit ihren Punkten, Gläsern und Beschreibungen alle eingeschüchtert haben.
3. Herkömmliche Weinbeschreibungen sind unlesbar, weil sie in einer Geheimsprache verfasst wurden, die kein normaler Weintrinker versteht.
4. Der Weintrinker wagt keinen Widerspruch, da er glaubt, von Wein nichts zu verstehen. Dabei ist es ganz einfach. Man muss Wein bewusst trinken, Fragen stellen und dem eigenen Geschmackssinn vertrauen.
5. Es lohnt, sich für Wein zu interessieren, denn guter Wein macht zufrieden. Und das kann man immer öfter brauchen.[4]

Der Tagesspiegel schreibt dazu: „Amüsant und respektlos bespricht das Team von „Captain Cork“ Weine. Das typische Weinchinesisch? Gibt es nicht. Den Lesern gefällts.“ Insbesondere wird häufig hervorgehoben, dass die Weintexte neben erfahrenen Weintrinkern auch Einsteiger ansprechen.
Auf geteilte Meinung in der Weinwelt treffen häufig insbesondere die Beurteilungen von Weinen prominenter Winzer. Dies betrifft zum Beispiel eine überwiegend positive Rezension des Weins von Til Schweiger. Ein weiteres Beispiel, das für Wirbel sorgte, ist die Bewertung des Weins des damaligen Berliner Flughafenchefs Hartmut Mehdorn, den die Redaktion zusammen mit dem Vorsitzenden des Untersuchungsausschusses des Flughafens Berlin Brandenburg Martin Delius (Fraktion der Piratenpartei im Berliner Abgeordnetenhaus) verkostete.
Da es bei den digitalen Erzeugnissen zum Thema Wein in Deutschland keine ivw-geprüften Zahlen gibt, sind offizielle Reichweitenzahlen nicht existent. Laut einer Statistik mit dem Analysetool Alexa Internet gehört Captain Cork jedoch zu den meistbesuchten Seiten zum Thema Wein in Deutschland.

## Internationaler Weinwettbewerb
Seit 2019 besitzt Captain Cork das Kleberecht, ist also berechtigt, als einer von 26 deutschen Veranstaltern einen staatlich anerkannten Weinwettbewerb durchzuführen. Dies wurde vom zuständigen Bundesministerium für Landwirtschaft, Regionen und Tourismus am 14. November 2019 in einer Bekanntmachung veröffentlicht.

## Stimmen
Das als Marketingeinrichtung der deutschen Weinwirtschaft getragene Deutsche Weininstitut (DWI) spricht u. a. von „einer der führenden Plattformen für Weinfreunde im Internet“.